# Rail Motor Society
Rail Motor Society, ibland The Rail Motor Society, (med förkortningar RMS respektive TRMS) är ett järnvägsmuseum och -förening beläget i Paterson i New South Wales i Australien. RMS bildades 1984 av fyra järnvägsföreningar i New South Wales, Australian Railway Historical Society New South Wales Division, New South Wales Rail Transport Museum, South Pacific Electric Railway och Zig Zag Railway Co-operative. RMS:s flotta består till stor del av dieselmotorvagnar och personvagnar ägda av föreningen, men även av två fordon som ägs av Office of Rail Heritage men sköts av Rail Motor Society.